# Конфігурація комп'ютера
В галузі інформаційних і комп'ютерних систем під конфігурацією розуміють певний набір компонентів, зважаючи на їх призначення, кількість та основні характеристики. Найчастіше конфігурація означає вибір апаратного та програмного забезпечення, прошивок і супровідної документації. Конфігурація впливає на роботу і продуктивність комп'ютера.

## Склад

### Апаратне забезпечення
Вміст системного блоку значною мірою залежить від обчислювальної системи в цілому, її завдань, цілей і форм-фактора. У разі раціонального використання, системний блок більшою мірою відповідає потребам обчислювальної системи. Залежно від обчислювальної системи, системний блок може містити різні компоненти апаратного забезпечення:
- обчислювальний блок у вигляді системної плати зі встановленими на ній процесором і оперативною пам'яттю;
- у материнську плату можуть бути встановлені карти розширення (відеокарта, звукова плата, мережева плата), які, в разі великого розміру, мають спеціальні засоби кріплення всередині шасі;
- також у шасі можуть бути встановлені блок(и) живлення.

У разі використання в складі центру обробки даних або обчислювального кластера, монтованого в стійку, встановлюються засоби телеметричного керування і контроль (наприклад на основі комутаторів або керувального ПЗ, орієнтованого на вебінтерфейс).